# Ponthoux
Ponthoux korábbi község (település) Franciaországban, Jura megyében. 2016. január 1-jén a korábbi Lavans-lès-Saint-Claude községgel egyesült ésaz azonos nevű Lavans-lès-Saint-Claude új község része lett.
Lakosainak száma 68 fő (2018. január 1.). Ponthoux Cuttura, Avignon-lès-Saint-Claude, Lavans-lès-Saint-Claude, Saint-Claude és Saint-Lupicin községekkel határos.

## Népesség
A település népességének változása:
| Lakosok száma | 41   | 33   | 54   | 56   | 80   | 88   | 88   | 78   | 69   | 68   |
|               | 1962 | 1968 | 1982 | 1990 | 1999 | 2008 | 2011 | 2013 | 2017 | 2018 |